# Ted Danson
Edward Bridge “Ted” Danson III (født 29. december 1947) er en amerikansk skuespiller bedst kendt for sin rolle som Sam Malone i komedieserien Sams Bar fra 1982-1993. Han har for sin rolle i Sams Bar vundet to Golden Globe Awards og to Emmy Awards.
Han er gift med skuespilleren Mary Steenburgen.

## Filmografi i udvalg

### Film
- Tre mand og en baby (1987)
- Tre mand og en lille dame (1990)
- Made in America (1993)
- Getting Even with Dad (1994)
- Saving Private Ryan (1998)

### Tv
- Sams Bar (1982-1993)
- Gulliver's Travels (1996), miniserie
- Becker (1998-2004)
- Curb Your Enthusiasm (2000–2009)
- CSI (2011–2015)
- CSI: Cyber (2015–2016)